# 生きとし生けるもの (1955年の映画)
『生きとし生けるもの』（いきとしいけるもの）は、1955年に公開された西河克己監督の日本映画。
原作は1926年朝日新聞に連載された山本有三の未完の同名小説。
1934年に五所平之助監督作品で一度映画化されている。

## スタッフ
- 監督 - 西河克己[1]
- 脚本 - 橋本忍[2]
- 潤色 - 西河克己[2]
- 原作 - 山本有三 小説『生きとし生けるもの』[2]
- 製作 - 岩井金男[1]
- 撮影 - 高村倉太郎[1]
- 美術 - 中村公彦[1]
- 音楽 - 高田信一[1]
- 録音 - 橋本文雄[1]
- 照明 - 大西美津男[1]
- 編集 - 中村正[3]

## キャスト
- 山村聡 - 曾根周作[1]
- 山内明 - 曾根夏樹[1]
- 東谷暎子 - 香取あき子[1]
- 轟夕起子 - 南ゆき子[1]
- 三國連太郎 - 伊佐早靖一郎[1]
- 三島耕 - 伊佐早令二[1]
- 南寿美子 - 菅沼民子[1]
- 村瀬幸子 - 母さと[1]
- 北原三枝 - 八代恵美[1]
- 笠智衆 - 遠藤老人[1]
- 田中筆子 - 下宿のおばさん[1]
- 多々良純 - 会計課長[1]
- 清水一郎 - 営業課長[1]
- 石黒達也 - 総務部長[1]
- 清水将夫 - 業務部長[1]
- 増田順二 - 同僚初岡[1]
- 田島義文 - 同僚田辺[1]
- 河上信夫 - 会計課員吉田[1]
- 小田切みき - 会計課員君子[1]
- 宇野重吉 - 周作の父親[1]
- 安部徹[3]
- 山田禅二[3]
- 川上信夫[3]
- 阪井一郎[3]
- 村田壽男[3]
- 植村進[3]
- 花村信輝[3]
- 光沢でんすけ[3]
- 浦島久恵[3]
- 重盛輝江[3]
- 竹内洋子[3]
- 山本かほる[3]
- 加藤温子[3]
- 菊野明子[3]
- 谷和子[3]
- 中村正紀[3]